# Finsch (cráter)

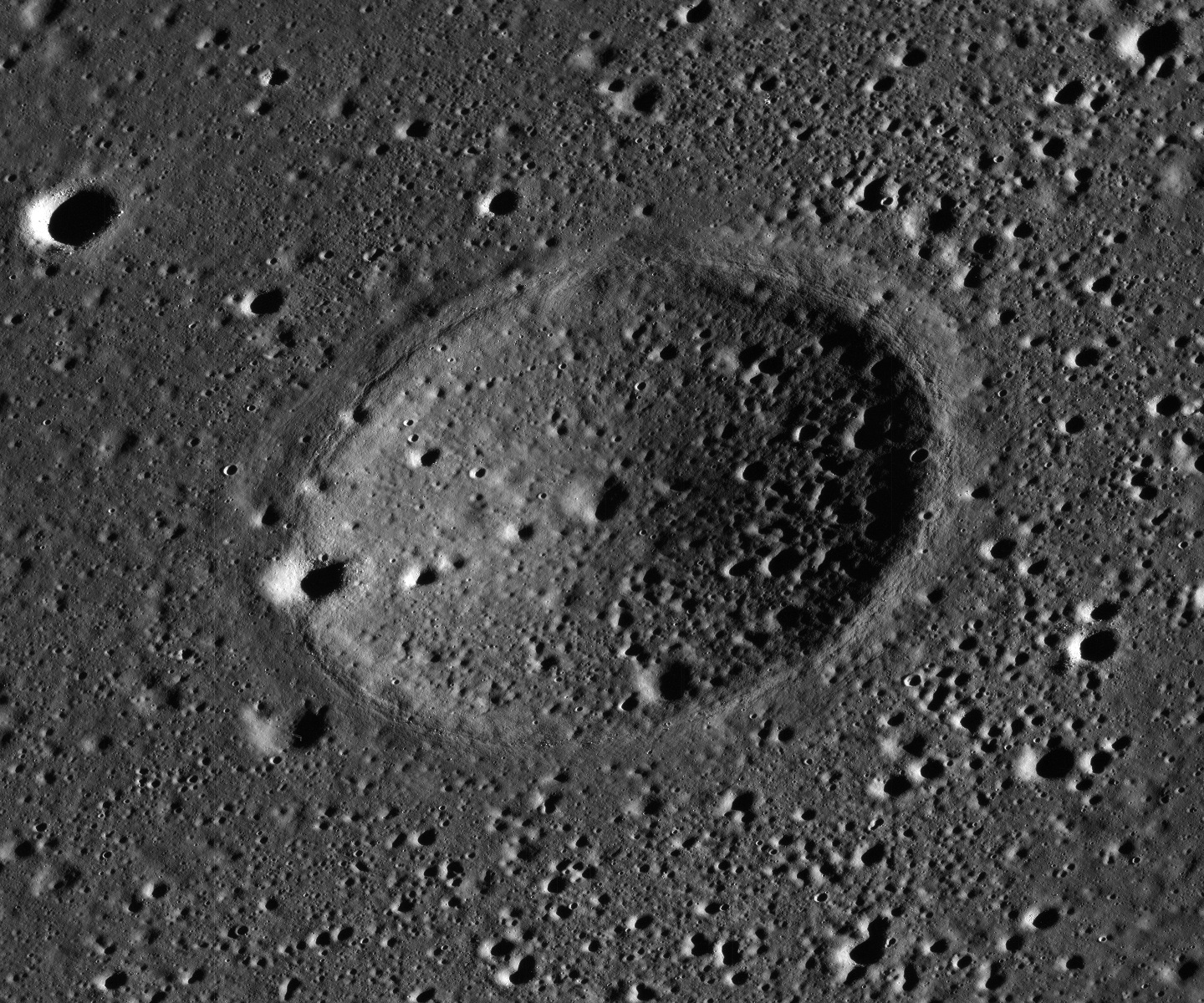
Vista oblicua de Finsch desde el Apolo 17

Finsch es un cráter de impacto lunar relativamente pequeño, situado en el centro del Mare Serenitatis. Está completamente recubierto por la lava que formó el mar lunar, dando lugar a un palimpsesto inscrito en la planicie. Se halla al sur-sureste del cráter Sarabhai y al noreste de Bessel.
|  |